# این تماس شما با لین دویل است
این تماس شما با لین دویل است برنامه ای است که در کنفرانس تلویزیونی فیلادلفیا تلویزیونی در (سی ان ۸) پخش شده‌است.
مهمانان شامل متخصصان، متخصصان و سیاستمداران از فیلادلفیا، مناطق اطراف و جنوب نیوجرسی می‌باشد. موضوعات معمولاً داستان‌های محلی دولت یا هر خبر محلی است، هرچند گاهی اوقات داستان‌های ملی گنجانده می‌شوند.
این نمایش برنده جایزه امی منطقه ای بوستون، نیویورک در ۷ دوره مقدماتی مصاحبه، بحث گفتگو از جمله آخرین دور در سال ۲۰۰۷ بوده‌است.